# Ботуње
Ботуње је насељено место града Крагујевца у Шумадијском округу. Према попису из 2022. има 562 становника (према попису из 2011. било је 669 становника). Насеље је основано 1730. године. Под њивама се налази 710,04 ha, воћњацима 57,92 ha, виноградима 19,43 ha, ливадама 38,91 ha, пашњацима 54,84 ha док остало земљиште заузима 2,11 ha.

## Географија
Ботуње је село на десној обали Лепенице 10 km од Крагујевца ка Баточини и припада граду Крагујевцу. Простире се на 1.314 ha и има 649 становника (1910. године је имало 1241 становника). Подељено је на пет крајева: Шарски Крај, Орнице, Церјак, Селиште и Поток. У сваком сеоском крају изузев Селишта налазе се груписане најјаче и највеће фамилије. То су у Церјаку: Дамљановићи, Ђурићи, Живановићи, Скорупаћи, Пљачковићи, Лазићи и Цветковићи. У Потоку су Скорупаћи, Петрићевићи, и Симићи. У Шарском крају: Шарчевићи и Вељковићи и у Орницама Вукајловићи, Вељковићи, Јеремићи, Крунићи и Живковићи.
Порекло имена насења није познато. Претпоставља се да су назив села донели његови први оснивачи. О томе је некад давно говорио мештанин Ботуња стари Милан Шарчевић, дајући податке писцу књиге Т. Радивојевићу, Насеље и порекло становништва 1903. године. Он наводи податак да су Ботуње основале још око 1700. године две фамилије или рода и то: Шашковићи и Миловановићи. Од ових Миловановића је и Младен Миловановић, познат у време Првог српског устанка као један од присталица Карађорђа. За Шашковиће се каже да су се доселили из Жупе испод Копаоника, где постоји село Ботуња па да су отуда донели име села, и дали га новом насељу.
Међутим у Свето-стефанској повељи из 14. века у Зети се помиње село под називом Ботуње, што сведочи о великој старости наведеног имена села. Ботуње је уписано у: Уписник, Назначеније, Пописник, Вукову даницу и Пирхово путовање. Свуда је правилно записано. Уведено је и у Лапиеву карту 1822 год. Фридову 1829 год. Руску 1831 год. Бугарску 1845 год. и Миленковићеву 1850. године. Све до краја 18 века Ботуње је било на месту данашњег Селишта. Ту се населили наведени родови у време Кочине Крајине. Тад је због чуме или куге, село премештено у данашњи Шарски крај, одакле је постепено заузело место на којим се данас налази. У то време због куге извршено је премештање и села Дреновца, Поскурица, Лужница и Чумића, по чему то село носи име, по чуми или болести куга која је тада харала овим крајевима.
Трагови старих насеља у Ботуњу су. Црквина, близу Селишта и Гробљишта уз само Селиште где су се сахрањивали први становници Ботуња. У Старине из средњег века села Ботуња убрајају се: Црквина на брду Каповцу, за коју се претпоставља да је остатак некадашње цркве Ботуњице, затим Сватовско гробље, за које се прича и верује да су се ту срели и побили двоји сватови, који су сви до једног овде изгинули и ту покопани. Назив Старо село је средњовековног порекла и недвосмислено говори о постојању села Ботуња у средњем веку, а и атар села Стари Виногради припада том времену.
На месту Стражи у Ботуњу, било је у турско време место где су Турци стражарили и надгледали пролазак путника и каравана, трговаца и свих оних који су се овим правцем према и од Крагујевца кретали.
Село Ботуње има два гробља и то једно у Крушарима у Церјаку а друго на Чукари. Некада је у сеоској порти било четири трпезе. Литија се носи на Ђурђевдан и задњих година се све више окупља младе људе који се окрећу традицији и обнављају наше старе и лепе православне обичаје који су били утихнули. Крстоноше полазе од дома културе код записа па иде у Јаковљевиће, затим код записа у Орницама код Вукајловића и силази се у поље према Милатовцу, код записа који је скоро освештан, а где је испод њега трагично настрадао 1985. године, тада са само 20 година, Небојша Бркић од удара грома и затим се поворка враћа према запису у Церјаку код Павловића куће, па према цркви свете Петке. Заветина су Младенци.
Ботуње се помиње у писму Милутина Ђорђевића упућено кнезу Милошу Обреновићу 26. марта 1825. године. из Брзана а у вези доласка ботуњских кметова, у вези жалбе истих поводом појаве лопова на царском путу који је како стоји у писму пролазило кроз Ботуње.
Исте године 16. маја Ботуње помиње и Георгије Парезан, у писму упућеном кнезу Милошу Обреновићу, исти га моли да једног члана рода Шарчевића, Јована Шарчевића ослободи пореза. Ботуње је у предпрошлом веку припадало кнежини Лепеници, нахије Крагујевачке.
По попису из 1818. године имало је 32 куће, а 1826. године 35 кућа и било је једно од већих и богатијих села нахије Крагујевачке.
Суседна села су Корман, Доње Комарице, Прњавор, Никшић, Милатовац и Цветојевац.
У Ботуњу је рођен Младен Миловановић (господар Младен), српски војвода из Првог српског устанка, председник Совјета и министар ("попечитељ") војни.

## Оснивање
Основано крајем XVII века, када га насељавају родови Шашковићи (из Жупе) и Миловановићи (из Тушине-Дробњаци). Нова већа скупина насељеника долази у првој половини XVIII века када долазе и оснивачи данас најстаријих родова (Пљачковићи, Јојићи, Скорупаћи, Јеремићи, Дамњановићи и Живановићи).

## Име
Порекло имена није познато, претпоставља се да је пренето из Жупе где постоји село Ботуња. Иначе поред ова два постоји и Ботуње код Подгорице у Зети (најстарије забележено), Ботун код Охрида, Ботун у средишњој Босни, Ботуња у источној Бугарској.

## Демографија
У насељу Ботуње живи 553 пунолетна становника, а просечна старост становништва износи 44,3 година (43,2 код мушкараца и 45,3 код жена). У насељу има 229 домаћинстава, а просечан број чланова по домаћинству је 2,83.
Ово насеље је великим делом насељено Србима (према попису из 2002. године), а у последња три пописа, примећен је пад у броју становника.
|             | \| Демографија[2] \| Демографија[2] \| Демографија[2] \| \| Година \| Становника \| Становника \| \| -------------- \| -------------- \| -------------- \| \| 1948. \| 1.201 \| \| \| 1953. \| 1.175 \| \| \| 1961. \| 1.083 \| \| \| 1971. \| 924 \| \| \| 1981. \| 893 \| \| \| 1991. \| 810 \| 764 \| \| 2002. \| 649 \| 672 \| \| 2011. \| 669 \| \| \| 2022. \| 562 \| \| |            |
| Демографија | |            |
| Година      | Становника | Становника |
| 1948.       | 1.201 |            |
| 1953.       | 1.175 |            |
| 1961.       | 1.083 |            |
| 1971.       | 924 |            |
| 1981.       | 893 |            |
| 1991.       | 810 | 764        |
| 2002.       | 649 | 672        |
| 2011.       | 669 |            |
| 2022.       | 562 |            |

| Етнички састав према попису из 2002.‍ | Етнички састав према попису из 2002.‍ | Етнички састав према попису из 2002.‍ | Етнички састав према попису из 2002.‍ | Етнички састав према попису из 2002.‍ |
| ------------------------------------ | ------------------------------------ | ------------------------------------ | ------------------------------------ | ------------------------------------ |
|                                      |                                      |                                      |                                      |                                      |
| Срби                                 | Срби                                 |                                      | 615                                  | 94,76%                               |
| Југословени                          | Југословени                          |                                      | 5                                    | 0,77%                                |
| Црногорци                            | Црногорци                            |                                      | 4                                    | 0,61%                                |
| непознато                            | непознато                            |                                      | 20                                   | 3,08%                                |

| Година пописа     | 1948. | 1953. | 1961. | 1971. | 1981. | 1991. | 2002. |
| ----------------- | ----- | ----- | ----- | ----- | ----- | ----- | ----- |
| Број домаћинстава | 283   | 278   | 280   | 279   | 266   | 250   | 229   |

| Број чланова      | 1  | 2  | 3  | 4  | 5  | 6  | 7 | 8 | 9 | 10 и више | Просек |
| ----------------- | -- | -- | -- | -- | -- | -- | - | - | - | --------- | ------ |
| Број домаћинстава | 68 | 61 | 28 | 32 | 16 | 12 | 7 | 2 | 1 | 2         | 2,83   |

| Пол    | Укупно | Неожењен/Неудата | Ожењен/Удата | Удовац/Удовица | Разведен/Разведена | Непознато |
| ------ | ------ | ---------------- | ------------ | -------------- | ------------------ | --------- |
| Мушки  | 274    | 68               | 186          | 13             | 7                  | 0         |
| Женски | 300    | 39               | 181          | 70             | 10                 | 0         |
| УКУПНО | 574    | 107              | 367          | 83             | 17                 | 0         |

| Пол    | Укупно                    | Пољопривреда, лов и шумарство | Рибарство                            | Вађење руде и камена | Прерађивачка индустрија       |
| ------ | ------------------------- | ----------------------------- | ------------------------------------ | -------------------- | ----------------------------- |
| Мушки  | 125                       | 28                            | 0                                    | 0                    | 43                            |
| Женски | 56                        | 18                            | 0                                    | 0                    | 13                            |
| УКУПНО | 181                       | 46                            | 0                                    | 0                    | 56                            |
| Пол    | Производња и снабдевање   | Грађевинарство                | Трговина                             | Хотели и ресторани   | Саобраћај, складиштење и везе |
| Мушки  | 2                         | 10                            | 7                                    | 0                    | 16                            |
| Женски | 0                         | 0                             | 7                                    | 1                    | 0                             |
| УКУПНО | 2                         | 10                            | 14                                   | 1                    | 16                            |
| Пол    | Финансијско посредовање   | Некретнине                    | Државна управа и одбрана             | Образовање           | Здравствени и социјални рад   |
| Мушки  | 0                         | 0                             | 1                                    | 7                    | 1                             |
| Женски | 0                         | 2                             | 2                                    | 5                    | 5                             |
| УКУПНО | 0                         | 2                             | 3                                    | 12                   | 6                             |
| Пол    | Остале услужне активности | Приватна домаћинства          | Екстериторијалне организације и тела | Непознато            | Непознато                     |
| Мушки  | 3                         | 0                             | 0                                    | 7                    | 7                             |
| Женски | 0                         | 0                             | 0                                    | 3                    | 3                             |
| УКУПНО | 3                         | 0                             | 0                                    | 10                   | 10                            |